# Lászlóffy Aladár

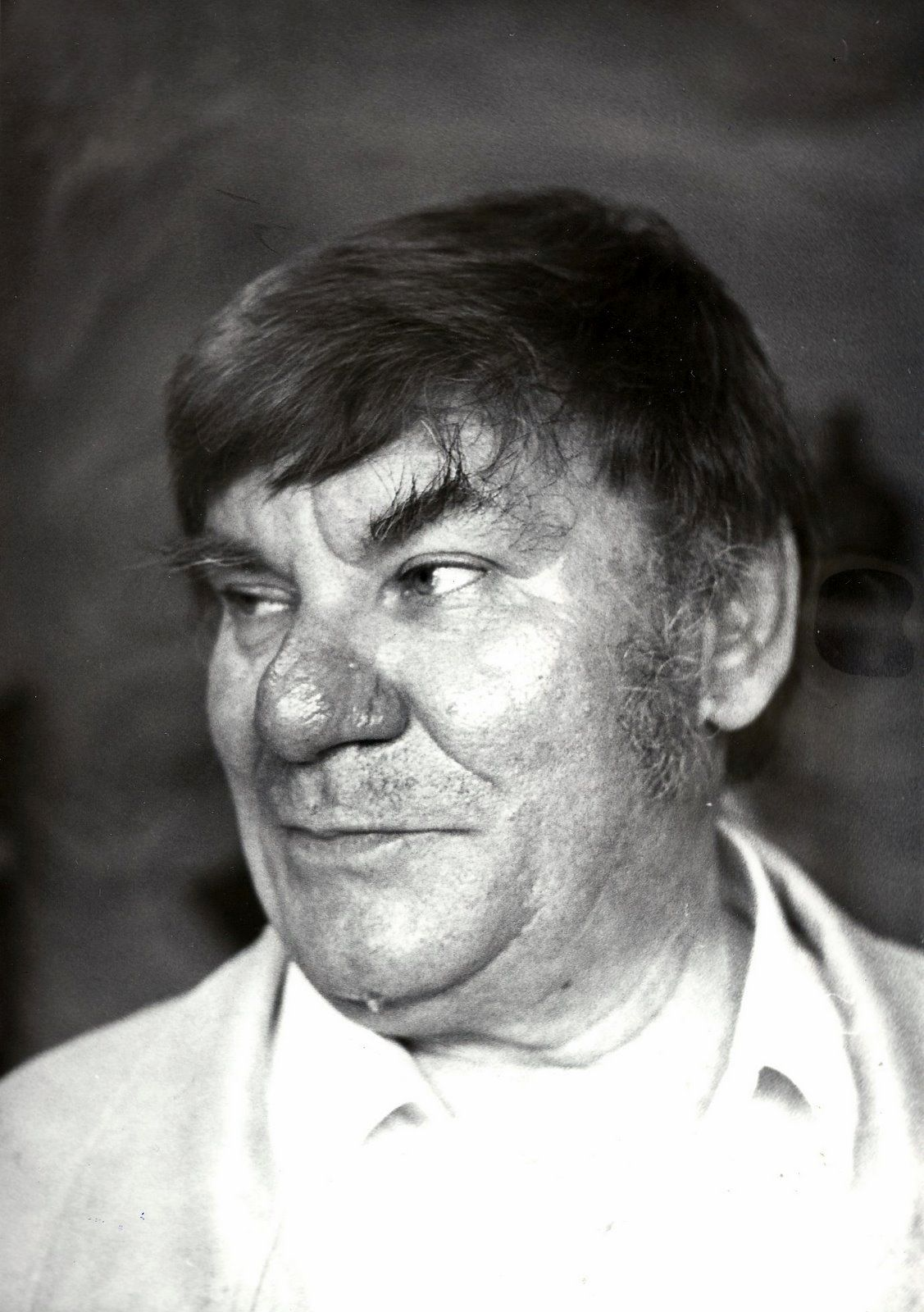
Csomafáy Ferenc felvétele

Lászlóffy Aladár (Torda, 1937. május 18. – Budapest, 2009. április 20.) Kossuth-díjas magyar költő, író, műfordító, szerkesztő, a Digitális Irodalmi Akadémia alapító tagja. Lászlóffy Csaba bátyja.

## Családja
Az erdélyi örmény-magyar nemes Lászlófi család leszármazottja, a család eredeti neve: Vásilian. A család 1712-ben kapott nemesi címet.

## Életútja
A kolozsvári volt református kollégiumban érettségizett (1954), a Bolyai Tudományegyetemen magyar irodalom szakot végzett (1959), de csak 1971-ben államvizsgázhatott. Az Állami Irodalmi és Művészeti Kiadó kolozsvári fiókszerkesztőségében (1961), a Napsugárnál (1962–69) dolgozott, rövid ideig a Dacia Könyvkiadó főszerkesztője (1970), az Előre, majd az Utunk kolozsvári munkatársa.
Az 1989-es romániai forradalom után a Helikon szerkesztőségi tagjaként és a Korunk munkatársaként működött. 1994-től meghívott előadóként a kolozsvári egyetemen kultúrtörténetet adott elő. Hosszas betegség után Budapesten érte a halál.

## Munkássága
Első írását a Dolgozó Nő gyermekmelléklete közölte (1946). Írásai irodalmi folyóiratokban és lapokban jelentek meg bel- és külföldön egyaránt. Első verseskötetével 1962-ben jelentkezett a Forrás fiatal írócsoportja élén. Új erkölcsi felfogásért lépett fel egy egyetemes világlátás igényével. Kiterebélyesedő lírája élénk vitát és fokozódó elismerést váltott ki a műbírálók részéről. „A történelem-földrajzi, az etikai távolságok megkülönböztetése és a pillanatok azonosítása – lényegében ez Lászlóffy Aladár költészetének legfőbb titka. Hatalmas, több ezer éves tudással felvértezve mégsem csupán a múlt-jelen viszony fontos számára; nyilván legalábbis egyenjogú polgára ő a jelennek-jövőnek, »a tovább történő világnak«” – így jellemzi líráját Kántor Lajos Legszebb versei előszavában (1984). Költészetét a József Attiláéval állítja párhuzamba Földes László: „...rokonságuk gyökere [...], hogy ő is személyes ügyének tekinti az emberiség leggyötrőbb létkérdéseit.”
A költő mindenség-vallomása és időtlen idő-kapcsolásai ütnek át prózáján is. Már Héphaisztosz c. regénye a jelen előzményeit érzékelteti ókori hősök önerejű példamutatásaiban, s ez az idő-azonosítás sajátos gyermekkori élményein túl végigfut a családi elődök átélésének képzeletjátékáig. Egymást követő három regénye hasonló szellemi gyökérzeténél fogva trilógiának tekinthető: már az ifjúkori szerelmet idéző Papírrepülő előrevetíti a célt, hogy az igazság, a feloldódás és a jövő kedvéért mindent meg kell őrizni, evégett illeszti be a szerző régi családi képekből összeálló leszármazási rendjét a maga mítosztermő fogalmaiba. Az ólomkatona hadifogsága be is avat az író emlék- és hangulattolongásaiba, ébredő nosztalgiával a régi iránt... Megelevenedik a család korképe, az 1930-as évek szülővárosára ismerünk lépten-nyomon, s a felelevenedett dolgok, tárgyak elérhetővé teszik egészében a valóságos múltat. Az emlékezet viszontagságaival eljátszó költő-regényíróban „az idők is megkeresik egymást”, ólomkatonái felidézik az első világháborút, s odaláncolják a család gyászához, szomorúságához. A lelki fényérzékenység tetőzik A képzeletbeli ásatás c. regényben, melyet Marosi Péter kritikája dokumentumokból, valóságos történésekből kikevert, de fikcióként tálalt családi kulcsregénynek minősít, ám nevezhetnők erdélyi eposznak is.
Az író műhelyébe enged bepillantást Szigetvár lakatja c. novellája, mely egy török korbeli leltárral párhuzamos szerkesztésben „lehetőleg egy régész szakszerű higgadtságával” bontja fel a családi levelesládát, hogy eljátszadozzék mindazokkal, amik „akkor ott voltak, most meg itt”. A Szövegek szövetsége c. műhelynapló a szűkebb családi kört egyetemessé tágítva leszögezi: „A kultúra alapszabályává vált, hogy állandóan emlegetni kell azokat, akikre építkezünk, akiknek szellemi összefüggése és együtt-hatása az emberiség egyetlen megingathatatlan birtoka immár: békés és építő nagyhatalma.” Filozófiai és esztétikai sarktételről van itt szó: a szerző – egy más alkalommal Thomas Mannt jelenítve, de önmagát is kifejezve – a „szellemi életbe” való belépésről szól, boldog összhangban a személye elhivatottsággal. Így tud felülemelkedni saját korának minden – szörnyű – ellentmondásán, örökletes szövetségben a változó korok maradandó értékeivel.
Sokoldalú írói arculatához hozzátartozik a Vitorla-ének versantológia válogatása és bevezetése (1967), két és fél ezer év szerelmes verseinek gyűjteménye Reszket a bokor c. alatt (1973), egy Szabó Lőrincről írott írói kismonográfia (Kolozsvár, 1973) és válogatott verseinek és műfordításainak összeállítása (1974), valamint Az ő hangja c. versantológia szerkesztése (1975).

## Művei
- Hangok a tereken (versek), Irodalmi Könyvkiadó, Bukarest, 1962 (Forrás)
- Színhelyek (versek), Irodalmi Könyvkiadó, Bukarest, 1965
- A levelek vándorlása (gyermekversek), Ifjúsági Könyvkiadó, Bukarest, 1965 (Napsugár könyvek)
- Képeskönyv a vonalakról (versek), Irodalmi Könyvkiadó, Bukarest, 1967
- Mekkora a kalapács? (gyermekversek), Ifjúsági Könyvkiadó, Bukarest, 1967
- Héphaisztosz (regény), Irodalmi Könyvkiadó, Bukarest, 1969
- Szövetségek (versek), Dacia, Kolozsvár, 1970
- A hetvenes évek (versek), Kriterion, Bukarest, 1971
- Papírrepülő (regény), Kriterion, Bukarest, 1973
- Szabó Lőrinc költői helyzetei (Vázlat egy monográfiához), Dacia, Kolozsvár, 1973
- A következő ütközet (versek), Kriterion, Bukarest, 1974
- Az ólomkatona hadifogsága, Dacia, Kolozsvár, 1975
- A hétfejű üzenet (versek), Kriterion, Bukarest, 1976
- Szigetvár lakatja (novellák), Kriterion, Bukarest, 1979
- …hogy kitudódjék a világ (versek), Budapest, 1980 ISBN 9632711408
- Harmatjáték (gyermekversek), Ion Creangă, Bukarest, 1980
- Svájci határállomás (novellák), Dacia, Kolozsvár, 1984
- Ledőlési határidő (versek), Kriterion, Bukarest, 1985
- Régi rejtély – új talány (gyermekenciklopédia), Ion Creangă, Bukarest, 1986
- A képzeletbeli ásatás (regény), Kriterion, Bukarest, 1986
- Szövegek szövetsége (Műhelynapló a megtartó kedélyről), Kriterion, Bukarest, 1988
- A holdbéli pásztor (novellák), Kriterion, Bukarest, 1989
- Házsongárd (monográfia, Kántor László fényképeivel), Helikon, Budapest, 1989
- Botrány Gordiuszban. Egy nyelvi árvaház naplója, Felsőmagyarország Kiadó, Miskolc, 1994
- A jerikói trombitás. Műhelynapló a megtartó melankóliáról, Korunk Baráti Társaság, Kolozsvár, 1994
- Symphonia antiqua. Verses kommentár gyermekkorom kedvenc, kopott tankönyvéhez, Jelenkor, Pécs, 1995
- Longobárd korona (esszék és tanulmányok), Felsőmagyarország Kiadó, Miskolc, 1997
- A repülés a zuhanásban (versek), Littera Nova, Budapest, 1997
- A Seregek Ura. Erdélyi káprázat, Erdélyi Könyv Egylet, Stockholm-Budapest, 1998
- Felhősödik a mondatokban (versek), Kortárs, Budapest, 1998
- Szélmalom leltár (esszék), 1998
- Bársonyok és Borgiák (versek); Kortárs, Budapest, 2000
- Csudaóra (gyermekversek); Littera Nova, Budapest, 2001
- Átkopogások. Válogatott versek; Mentor, Marosvásárhely, 2002
- Gyarló és kalapács; Kortárs, Bp., 2004
- Szabó Lőrinc költői helyzetei. Vázlat egy monográfiához; előszó Kabdebó Lóránt; Polis, Kolozsvár, 2005 (Kettős tükörben)
- Harmatjáték; Cerkabella, Szentendre, 2006
- Helipintyő. Mesék a pojácakészítőről; Cerkabella, Szentendre, 2007
- Kántor Lajos: Golyószórásban, repülőszőnyegen. Kettős portré(k) Lászlóffy Aladárral; Kriterion, Kolozsvár, 2012
- Séta két kor között. Válogatott versek; Kriterion, Kolozsvár, 2013 (Romániai magyar írók)
- A végtelen készenlét. Kötetben először közreadott versek; szerk., utószó Széles Klára; Magyar Napló–Fokusz Egyesület, Bp., 2019 (Rádiusz könyvek)
- Homok sapiens. Kötetben először közreadott esszék; szerk., utószó Széles Klára; Magyar Napló–Írott Szó Alapítvány, Bp., 2020 (Rádiusz könyvek)

## Műfordításai
- Livia Ardelean-Florian Oprea: Jogos önvédelemből (regény)
- Mircea Dinescu versei
- Ștefan Augustin Doinaș verseit
- Bazil Gruia versei
- Eugen Jebeleanu versei
- Nicolae Prelipceanu versei
- Aurel Rău versei

## Társasági tagság
- Jósika Miklós Kör alapító tag

## Díjak, elismerések
- 1971 – A Román Írószövetség Díja
- 1974 – A Román Akadémia Díja
- 1974, 1982, 1984 – Az Európa Kiadó Nívódíja
- 1988 – Robert Graves-díj
- 1991 – József Attila-díj
- 1991 – Látó-díj
- 1993 – Déry Tibor-díj
- 1994 – Berzsenyi-díj
- 1995 – Tiszatáj-díj
- 1995 – Ady Endre-díj
- 1995 – Bethlen Gábor-díj[3]
- 1995 – Kortárs-díj
- 1997 – A Magyar Köztársasági Érdemrend tisztikeresztje
- 1998 – Kossuth-díj
- 2003 – Alföld-díj
- 2007 – Napút-díj